# Takamimusubi
Takamimusubi (jap. タカミムスビ; Kojiki: 高御産巣日神, Takamimusuhi no kami; Nihonshoki: 高皇産霊尊, Takamimusubi no mikoto; etwa: „Hoch-Erlauchte-Hervorbringende-Wundersame-Gottheit“; Karl Florenz übersetzt mit „Hoher hehrer Erzeuger“), auch Takagi no kami (高木神), ist ein Kami, der zentral für den Shintō-Schöpfungsmythos der japanischen Mythologie ist und dem Kojiki zufolge neben Amenominakanushi und Kamimusubi zu den drei Kami der Schöpfung (造化三神, zōka no sanshin) gehört, die wiederum zu den fünf einzelnen Himmlischen Kami (別天津神, koto-ama-tsu-kami) gehören, ein Begriff für die ersten fünf im Kojiki überhaupt genannten Kami.
Musubi (むすび) ist ein Namensbestandteil vieler Kami und wird u. a. als esoterisches Konzept verstanden: Musubi ist demnach der Geist der Geburt und des Werdens, aus dem sich alles Sein, belebt oder unbelebt, ableitet und entwickelt. Takamimusubi verkörpert dieses Konzept in männlicher, positiver und aktiver Weise, während ein anderer der drei Kami der Schöpfung, Kamimusubi, das weibliche, passive und negative Moment von Musubi verkörpert. Obwohl das Verhältnis von Takamimusubi und Kamimusubi umstritten ist, besteht jedoch weitestgehend Einigkeit unter Shintō-Theologen, dass sie zusammen das Sein und Werden der gesamten Welt begründet haben. Da Musubi auch „vereinigen“ bedeuten kann, wurde er ebenfalls als Kami der Heiratsvermittlung verehrt.
Weitere Takamimusubi zugeschriebene Eigenschaften sind Geist, Selbstursächlichkeit, Selbstbewusstsein und Integration dieser mit koordinierenden Fähigkeiten, Kriegslust und Furchtbarkeit und bevorzugtes Interesse am Geschick der Himmlischen Kami. In einer theologischen Tradition wird er auch als einer der fünf konstitutionellen Elemente von Inari verstanden.
Takamimusubi tritt in den Mythen oft als zusammenarbeitend mit Amaterasu auf. 
Dem Nihonshoki zufolge hat er insgesamt 1.500 Kinder. Darunter sind Sukunahikona (dem Kojiki zufolge ein Kind von Kamimusubi), Mihotsuhime (im Nihongi; Ehefrau von Ōmononushi), Omoikane und Yorozuhatahime (Mutter von Ninigi). Als Großvater von Ninigi war er wesentlich, zusammen mit Amaterasu, beteiligt an seiner Einsetzung als Herrscher über das mythische Japan. Das Gleiche gilt für seinen (Takamimusubis) Schwiegersohn Amenooshihomimi. Zum Schutz seines Urururenkels Jimmu sandte er dem Kojiki zufolge die große Krähe Yatakarasu auf die Erde herab (dem Nihonshoki nach war es Amaterasu). Jimmu soll dem Kogoshūi zufolge sogleich mit seiner Inthronisation zum Tennō mit der kultischen Verehrung Takamimusubis begonnen haben. Das Nihonshoki berichtet von seiner Verehrung im Kapitel über den Kenzō-tennō.
Er wird gelegentlich mit einem oder mehreren anderen kotoamatsukami verehrt (darunter im shinden, einem der drei persönlichen Schreine des Tennō), alleine wird er angebetet im Takagi-Schrein, im Takahoko-Schrein im Dorf Yoshino (Präfektur Nara) und im Iguri-Schrein (ein Nebenschrein des Kasuga-Taisha).
Für manche japanische Adelsgeschlechte (Klans) galt er als Ahnherr, z. B. für die Tomo und Saeki. Für das japanische Kaiserhaus gilt er hingegen nicht als Ahnherr, da traditionell Amaterasu und nicht Takamimusubi als entscheidend für die Einsetzung Jimmus als erstem Tennō verstanden wird.